# Engonia
Engonia is een geslacht van rechtvleugeligen uit de familie sabelsprinkhanen (Tettigoniidae). De wetenschappelijke naam van dit geslacht is voor het eerst geldig gepubliceerd in 1878 door Brunner von Wattenwyl.

## Soorten
Het geslacht Engonia omvat de volgende soorten:
- Engonia minor Brunner von Wattenwyl, 1878
- Engonia pistacina Brunner von Wattenwyl, 1878
- Engonia rectangulata Burmeister, 1838